# Vodní pólo na mistrovství Evropy v plaveckých sportech 1962
Zápasy ve vodním pólu na mistrovství Evropy v plaveckých sportech za rok 1962 proběhly v Lipsku, Východní Německo ve dnech 19. až 25. srpna 1962.

## Československá stopa
Československý plavecký svaz reprezentaci na mistrovství Evropy nepřihlásil.

## Medailisté
| Muži | Zlato | Stříbro | Bronz |
| ---- | --- | --- | ----- |
| Tým  | Maďarská lidová republika (HUN) (Miklós Ambrus, András Bodnár, Ottó Boros, Zoltán Dömötör, László Felkai, Dezső Gyarmati, Tivadar Kanizsa, György Kárpáti, András Katona, János Konrád, Sándor Konrád, Kálmán Markovits, Mihály Mayer, Dénes Pócsik) | Jugoslávie (YUG) (Jani Barle, Boris Čukvas, Ante Matosić, Milan Muškatirović, Ante Nardeli, Frane Nonković, Davor Poković, Đuro Radan, Vinko Rosić, Zlatko Šimenc, Ivo Trumbić, ??? (n), ??? (n)) Sovětský svaz (URS) (Viktor Agejev, Givi Čikvanaija, Leri Gogoladze, Boris Grišin, Anatolij Kartašov, Suren Markarov, Petre Mšvenyjeradze, Vladimir Novikov, Valerij Puškarjov, Alexandr Šidlovskij, Anatolij Šubert, ??? (n), ??? (n)) | –     |

pozn. Dva hráči ze sestav byli nehrajícími náhradníky tj. náhradníci na tribuně, nebo necestujující náhradníci připraveni na telefonu dorazit v případě zranění.